# TRAPPIST-1
TRAPPIST-1，即 2MASS J23062928-0502285，是一顆表面溫度極低的超冷紅矮星，距離地球約39.13光年（12.0秒差距），天球上位於寶瓶座。2017年2月，天文學家在該恆星周圍發現7顆類地行星，是已知行星系統中擁有次多行星者，僅次於太陽和克卜勒90。

## 概要
由比利時列日大學天文物理與地球物理研究所天文學家米夏埃爾·吉隆（Michaël Gillon）帶領的團隊使用位於智利拉西拉天文台的凌星行星及原行星小望遠鏡（TRAnsiting Planets and PlanetesImals Small Telescope，TRAPPIST）觀測TRAPPIST-1以尋找是否有系外行星環繞。藉著觀測凌星測光，該團隊發現了三顆體積與地球相當的系外行星環繞TRAPPIST-1。較內側的兩顆已經被母恆星潮汐鎖定，而最外側的行星可能位於該系統的適居帶內或外側距離邊緣不遠處。發現這三顆行星的團隊自2015年9月至12月對TRAPPIST-1進行觀測，並且成果於2016年5月的《自然》期刊。
2017年2月22日，天文學家宣布在TRAPPIST-1周圍再發現4顆行星。除了TRAPPIST，參與發現這4顆行星的望遠鏡還有甚大望远镜、史匹哲太空望遠鏡等等。因此環繞TRAPPIST-1的行星數量達到7顆，並且可能至少有3顆行星位於適居帶內。因此可以想像，如果該系統其他4顆行星表面如有液態水存在於某處，也許也是適合生命存在的。

## 發現與命名
TRAPPIST-1於1999年由2微米全天巡天（2MASS）發現，被編號為"2MASS J23062928-0502285"。編號中的數字分別是該天體在天球上的赤经與赤緯，字母J則代表J2000.0曆元。
之後比利時列日大學的研究團隊於2015年9月至12月間使用位於南半球的凌星行星及原行星小望遠鏡對該天體進行觀測，並於2016年5月的《自然》期刊發表了他們的發現。該望遠鏡的英文縮寫TRAPPIST來自於比利時严规熙笃隐修会，以及該團隊喜愛的修道院啤酒。因為該恆星是凌星行星及原行星小望遠鏡發現的第一批系外行星的母恆星，因此發現者將它編號為 "TRAPPIST-1"。
系外行星的名稱則與發現的順序有關，並且第一顆被發現的行星是以母恆星名稱後綴字母b開始，第二顆後綴c，以此類推。TRAPPIST-1第一批發現的3顆行星的後綴b、 c、d則是依照與母恆星距離由近而遠編號。第二批發現的也以相同規則自e到h編號。
2017年2月23日，Google涂鸦的圖像以太陽系外行星為主題慶祝該系統第二批4顆行星的發現。

## 恆星狀態
TRAPPIST-1是一顆超低溫矮星（Ultra-cool dwarf），光譜類型M8.0 ± 0.5。它的質量只有太陽的8%，半徑則只有太陽的11%，與木星接近。它的表面溫度約2550 K，年齡至少5億年（超過這個最小值則代表該恆星已經過了它年輕時期的活躍狀態。因為該類恆星的演化速度極為緩慢，它的狀態與年齡的關聯性不夠明顯。）。相較之下，太陽年齡約46億年，表面溫度約5778 K.。
因為TRAPPIST-1的低光度，它的壽命也許可以達到12兆年。TRAPPIST-1是一顆富含金屬的恆星，金屬量（[Fe/H]）為0.04，即太陽的109%。它的光度只有0.05% L☉，並且輻射能量大多在紅外線部分。它的視星等是肉眼不可見的18.80。

## 行星系統
2017年2月，天文學家宣布TRAPPIST-1周圍發現7顆類地行星，並且其中5顆（b、c、e、f與g）的體積與地球接近，另外兩顆（d和h）的體積則在火星與地球之間。有3顆（e、f 和g）的軌道位於適居帶。其中較內側的6顆行星的質量總和占母恆星的0.02%，與木星的伽利略衛星類似，因此兩者可能有相類似的形成歷史。
| 成員 (依恆星距離) | 质量               | 半長軸 (AU)        | 轨道周期 (天)           | 離心率  | 傾角            | 半径             |
| ----------------- | ------------------ | ------------------ | ----------------------- | ------- | --------------- | ---------------- |
| b                 | 0.85±0.72 M⊕       | 0.01111            | 1.51087081 ± 0.00000060 | < 0.081 | 89.65 ± 0.25°   | 1.086 ± 0.035 R⊕ |
| c                 | 1.38±0.61 M⊕       | 0.01522            | 2.4218233 ± 0.0000017   | < 0.083 | 89.67 ± 0.17°   | 1.056 ± 0.035 R⊕ |
| d                 | 0.41±0.27 M⊕       | 0.021 ± 0.006      | 4.049610 ± 0.000063     | < 0.070 | 89.75 ± 0.16°   | 0.772 ± 0.030 R⊕ |
| e                 | 0.62±0.58 M⊕       | 0.028              | 6.099615 ± 0.000011     | < 0.085 | 89.86 ± 0.11°   | 0.918 ± 0.039 R⊕ |
| f                 | 0.68±0.18 M⊕       | 0.037              | 9.206690 ± 0.000015     | < 0.063 | 89.680 ± 0.034° | 1.045 ± 0.038 R⊕ |
| g                 | 1.34±0.88 M⊕       | 0.045              | 12.35294 ± 0.00012      | < 0.061 | 89.710 ± 0.025° | 1.127 ± 0.041 R⊕ |
| h                 | 不明（可能 <1） M⊕ | 0.063+0.027 −0.013 | 20+15 −6                | 不明    | 89.80 ± 0.07°   | 0.755 ± 0.034 R⊕ |

這7顆行星的平均密度在地球的0.6至1.17倍之間（地球密度 ρ⊕ 為 5.51 g/cm3），代表它們主要由岩石組成。其中6顆密度的誤差範圍過大，無法指出組成成分中是否有揮發物質與含量，只有TRAPPIST-1f的值為 0.60±0.17 ρ⊕，暗示可能存在水冰層甚至大氣層等揮發成份。
TRAPPIST-1的7顆行星軌道都遠小於水星環繞太陽的軌道。最內側的2顆TRAPPIST-1b與TRAPPIST-1c與母恆星距離只相當於地球與月球距離的1.6倍。每顆行星應該在彼此的天空中顯著地交錯出現，並且在某些情形下，所見到的直徑會是地球上所見月球直徑數倍。最靠近母恆星的行星其一「年」僅相當於地球的1.5日，而第6顆行星的軌道週期也只有12.3日。第7顆行星的軌道週期尚未完全確定，大約是20+15
−6日，這是因為目前只觀測到它的一次凌星現象。一般認為年輕矮星表面會發生頻繁而強烈的耀斑，會使靠近母恆星的行星大氣層被剝離。

### 軌道近共振
TRAPPIST-1系統中較內側6顆行星的軌道幾乎是共振的，分別具有大約24/24、24/15、24/9、24/6、24/4與24/3比例的相對週期，或者是與最近鄰天體週期比例（方向向外）大約是8/5、5/3、3/2、3/2與4/3（即1.603、1.672、1.506、1.509和1.342）。這是太陽系外行星系統中已知最長的近共振鏈，並且這現象被認為是所有行星在距離母恆星更遠處形成後，在殘餘的原行星盤內向內部遷移時互相交互作用造成 。這樣的向內遷移過程增加了液態水存在於這些行星表面的機率。最外側行星的軌道週期仍無法得知較精確數值，無法得知是否與其他6顆行星共振。

### 行星系統的強烈極紫外線輻射
天文學家以XMM-牛顿卫星對TRAPPIST-1的X射線觀測資料的研究顯示，在該恆星適居帶的行星如接受到足夠強度的X射線與極紫外線輻射，就會使行星的原始大氣與次級大氣組成有明顯變化。

### 行星大氣層光譜
因為TRAPPIST-1行星系統規模相對較小，且行星通過恆星盤面與觀測者之間時會產生凌星現象，天文學家可在TRAPPIST-1的行星凌星時觀測恆星光通過行星大氣層後的光譜變化以研究行星光譜。
從哈伯太空望遠鏡獲得的TRAPPIST-1b與c合併透射光譜分析結果排除前述兩顆行星大氣層中主要是由氫組成的無雲大氣層可能性；因此它們不太可能有延伸到高處的高層大氣層,除非是在高空處有較多雲層。兩顆行星其他大氣層結構分布則是從無雲水蒸氣組成至類似金星大氣層，並且表現是無特徵的連續譜。
透過詹姆斯·韦伯太空望远镜（JWST）與欧洲极大望远镜（EELT）等未來望遠鏡的觀測，天文學家預期將可觀測到行星大氣層內的溫室氣體成分，允許天文學家更精準地推測系外行星表面狀況。未來的望遠鏡觀測結果或許還可以偵測到大氣層內的臭氧、甲烷等生物特徵，如果真有生物存在於目標行星 。

### 無線電波訊號搜尋
2017年2月，SETI协会的資深天文學家賽斯·肖斯塔克寫下：「...SETI协会於去年（2016年）使用艾伦望远镜阵觀測TRAPPIST-1周圍區域，並掃描了100億個無線電頻道以搜尋可能的智慧生命訊號。但並未偵測到訊號傳播，雖然新的觀測正在進行...」

### 水的流失
TRAPPIST-1 b與c從形成至今流失的水量可能相當於地球海洋水量總和的15倍（雖然實際損失量可能較低）。但取決於兩顆行星的初始含水量，它們今日保有的液態水量可能仍足以讓生命生存。

### 潮汐鎖定
TRAPPIST-1的所有7顆行星可能都已被潮汐鎖定（即行星永遠以同一面面對恆星），這讓系統中的行星上發展生命「更具挑戰性」。另一個較低的可能性則是某幾顆行星被鎖定在較高階的自轉軌道共振狀態。被潮汐鎖定的行星可能會在永晝的晝半球和永夜的夜半球之間有極大溫差，這可能會產生環繞行星的極強風。因此，這類行星晝半球與夜半球之間的晨昏圈可能是最適合生命生存的區域。

## 圖集

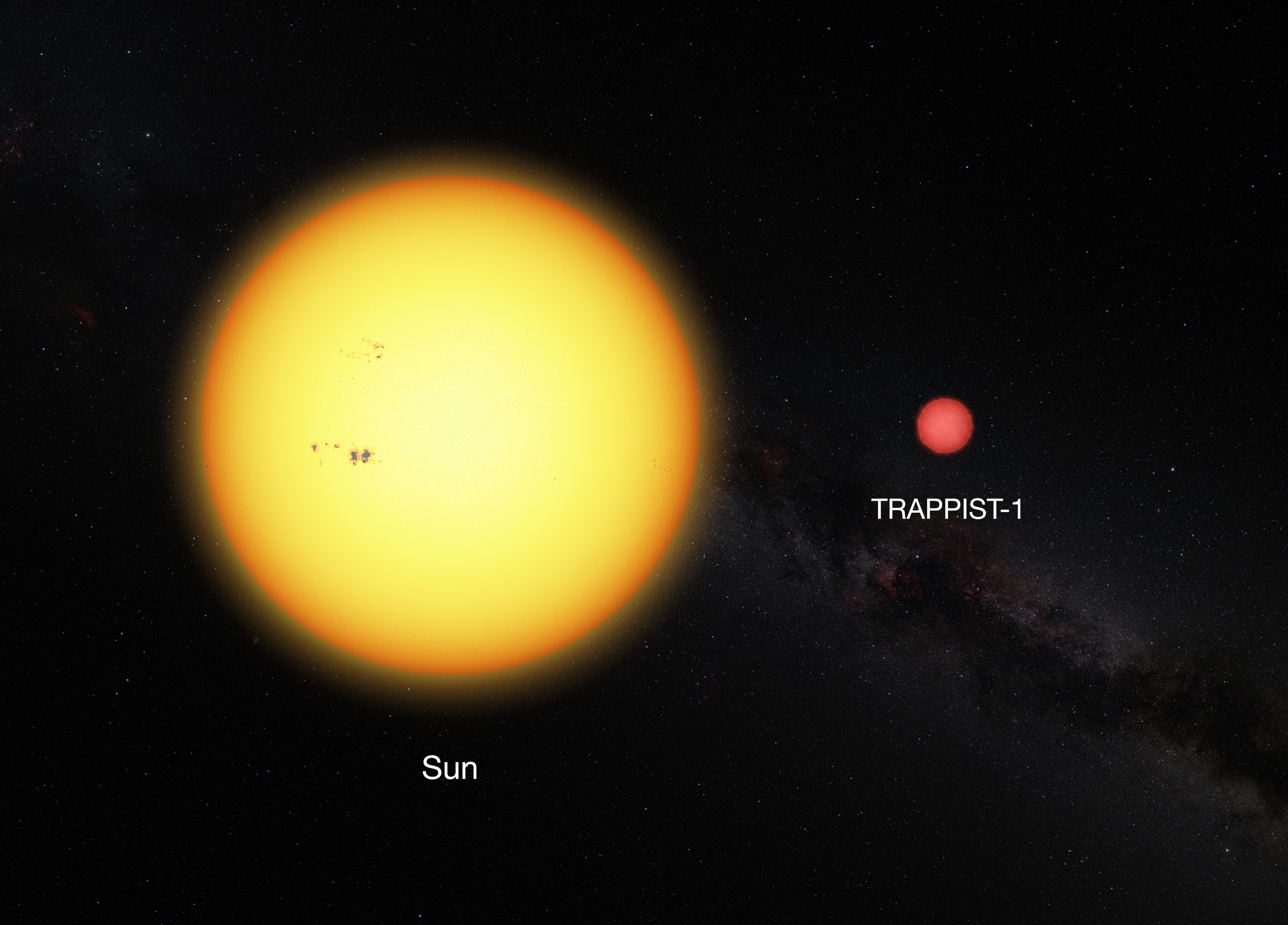
太陽與極低溫紅矮星TRAPPIST-1比較。後者直徑只有太陽的11%，並且色澤遠比太陽偏紅。
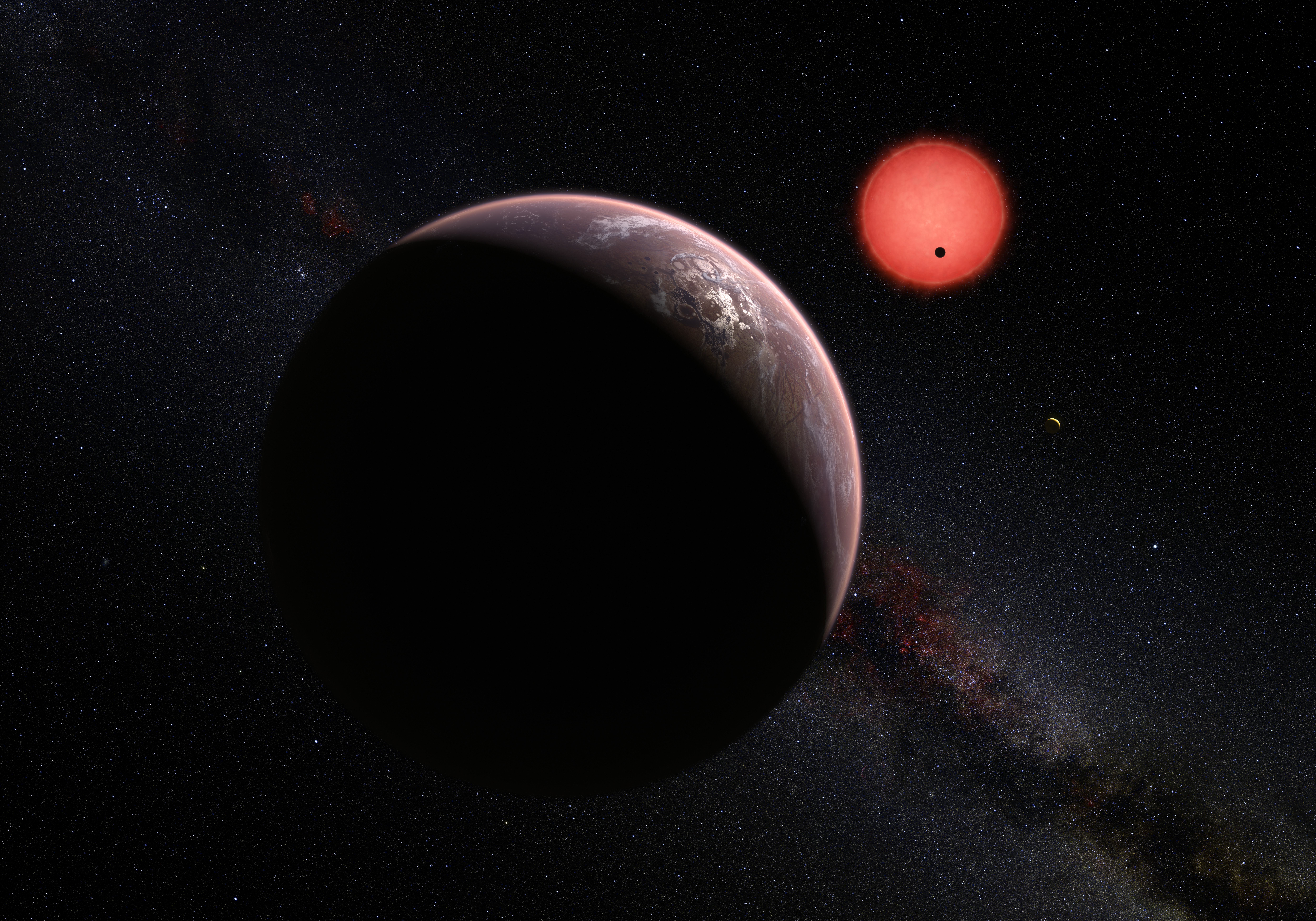
TRAPPIST-1的三顆行星環繞母恆星想像圖。
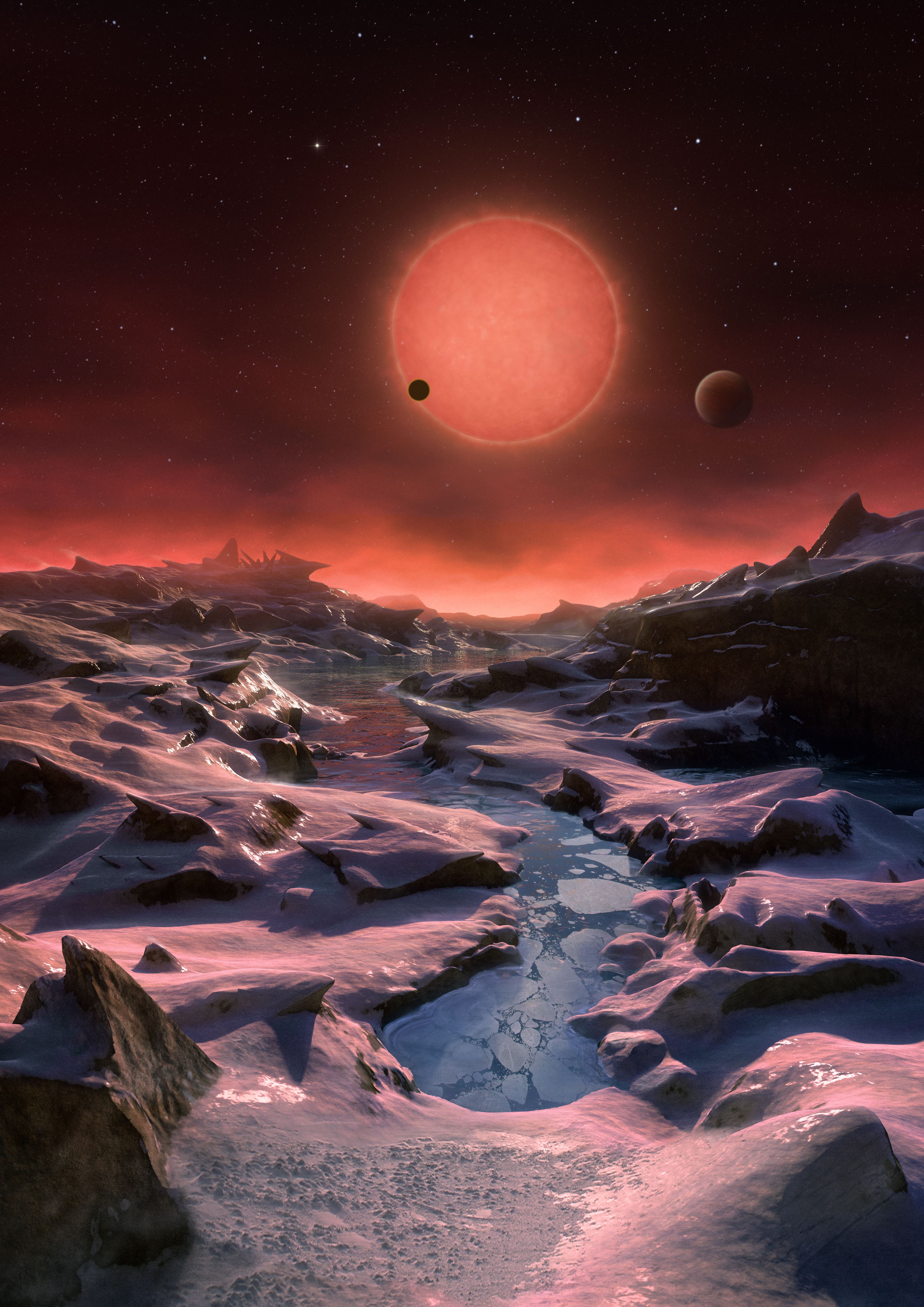
在該行星系統其中一顆行星上觀看其他兩顆行星與母恆星的想像圖。

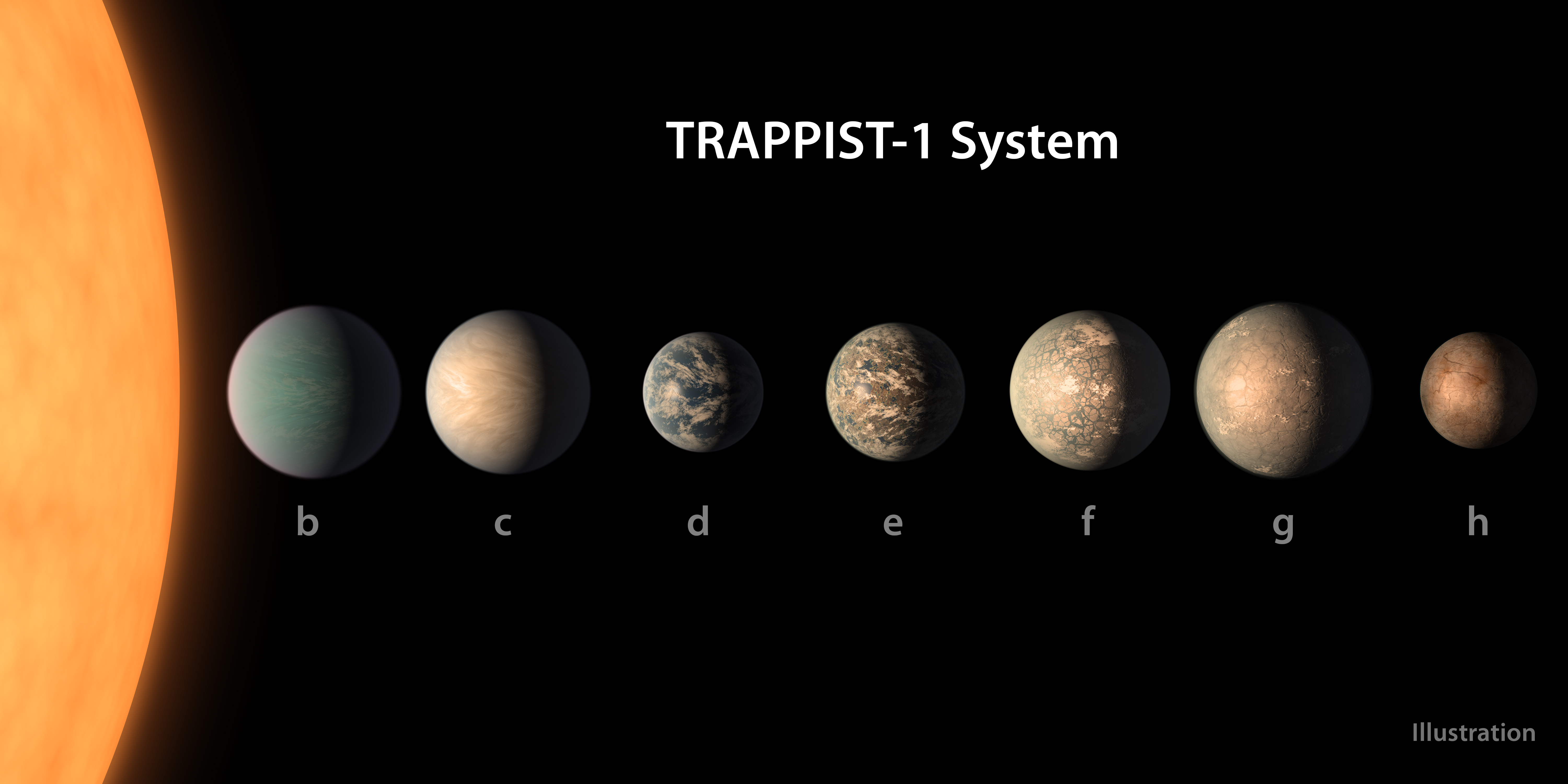
TRAPPIST-1行星系(艺术家概念图).
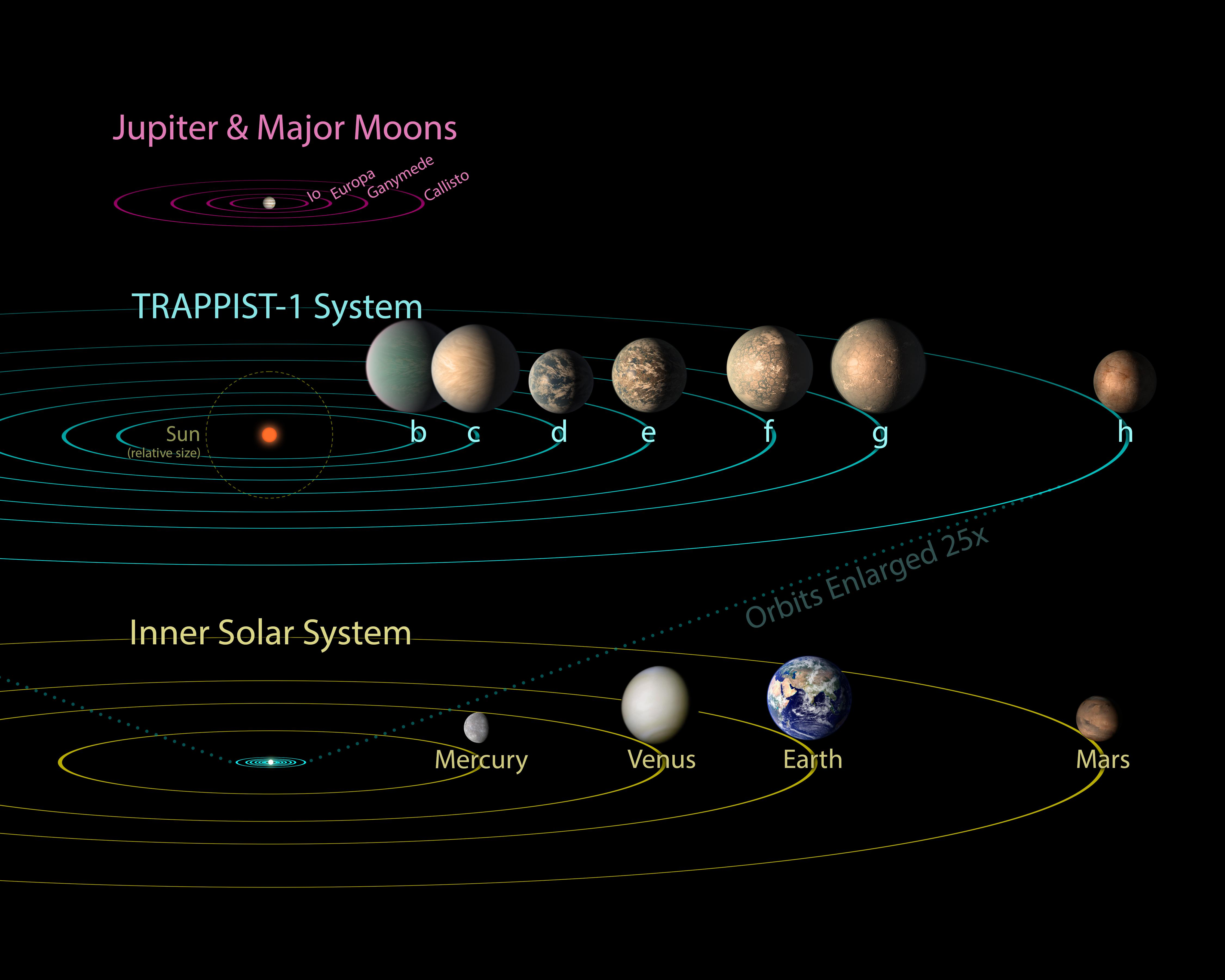
TRAPPIST-1行星系与太阳系的比较; TRAPPIST-1的全部7个行星都在水星轨道之内。

史匹哲等望遠鏡總計超過20日（2016年9月和10月）的TRAPPIST-1凌星觀測資料，可分析出7顆行星造成母恆星亮度下降（注意本圖底部）。
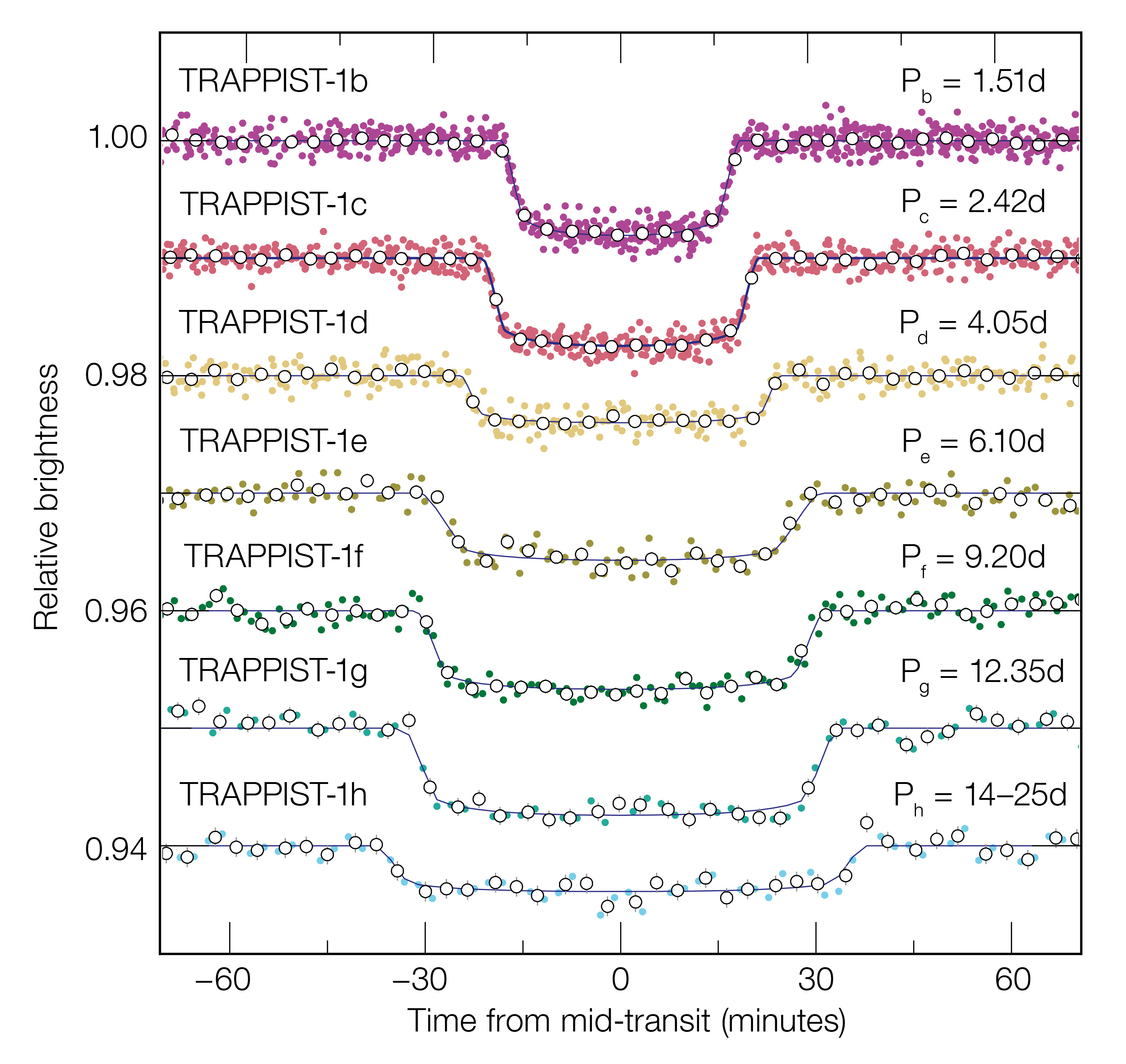
TRAPPIST-1系統中7顆行星凌星光變曲線。體積較大行星會使光度下降較多；並且距離母恆星距離較遠者，光度下降時間較長（資料來自史匹哲太空望遠鏡）

### 視訊檔
- 視訊 (00:44) - 从地球到TRAPPIST-1 的旅途观看(艺术家概念图).
- 視訊 (00:22) - 从围绕TRAPPIST-1的七个行星之一观看 (艺术家概念图).

## 延伸閱讀
- Thomas Levenson, The Atlantic: Astronomers Have Found Planets in the Habitable Zone of a Nearby Star（页面存档备份，存于）

## 外部連結
- （英文）NASA Briefing on the Discovery of TRAPPIST-1's 7 Planets（页面存档备份，存于）
- （英文）NASA Discovers 7 Planets Orbiting TRAPPIST 1（页面存档备份，存于）
- （英文）TRAPPIST-1（页面存档备份，存于）, Planetary system website.
- （英文）ESOcast 83: Ultracool Dwarf with Planets (Video)（页面存档备份，存于）.